# Mariana (nome)
Mariana  è un nome proprio di persona italiano femminile.

## Varianti
- Maschili: Mariano

### Varianti in altre lingue
- Catalano: Mariana[1]
- Ceco: Mariana[2]
- Croato: Marijana[2], Marjana[2]
- Gallese: Meiriona[2]
- Inglese: Mariana[3]
- Latino: Mariana[2][3]
- Lituano: Marijona[2]
- Macedone: Маријана (Marijana)[2]
- Portoghese: Mariana[2]
  - Alterati: Marianita[2]
- Rumeno: Mariana[2]
- Serbo: Маријана (Marijana)[2]
- Sloveno: Marjana[2], Marijana[2]
- Spagnolo: Mariana[2][1]
  - Alterati: Marianita[2]

## Origine e diffusione
È un nome che ha diverse origini. Innanzitutto, può risalire al latino Mariana, femminile del cognomen Marianus ("appartenente a Mario", "discendente di Mario"). Viene però in vari modi ricollegato al nome Maria, sia con significato devozionale (cioè "mariana", "dedicata alla vergine Maria"), sia come elaborazione di Maria, come combinazione di Maria e Anna, e anche come variante di Marianna. 
È attestato un uso occasionale del nome in Gran Bretagna nel Medioevo, probabilmente come forma latinizzata di Marion (un diminutivo francese di Maria).

## Onomastico
L'onomastico si può festeggiare il 26 maggio in memoria della beata Mariana de Paredes y Flores, terziaria francescana. Alternativamente, può essere celebrato in concomitanza di quello di Mariano, Maria o Marianna.

## Persone

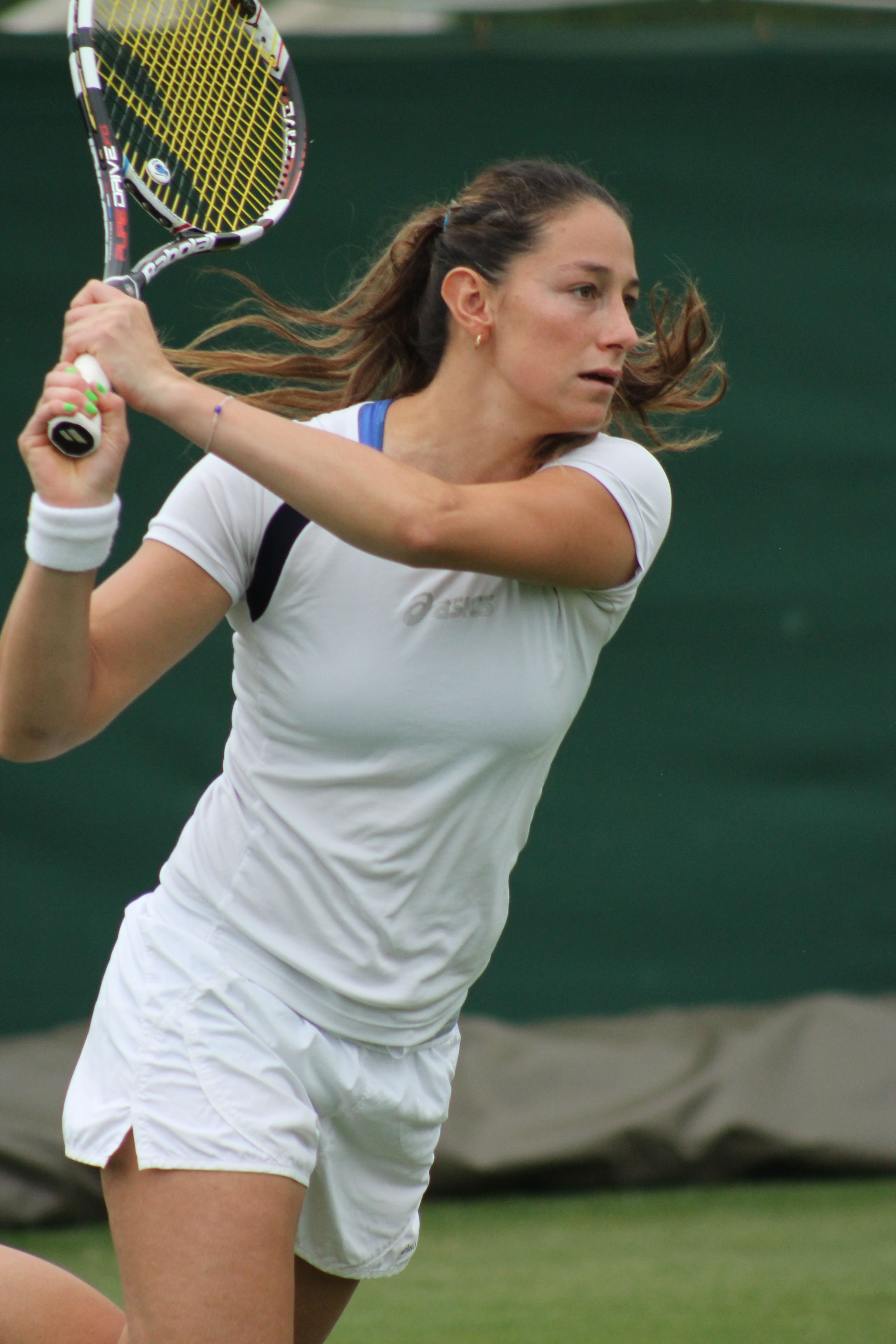
Mariana Duque Mariño

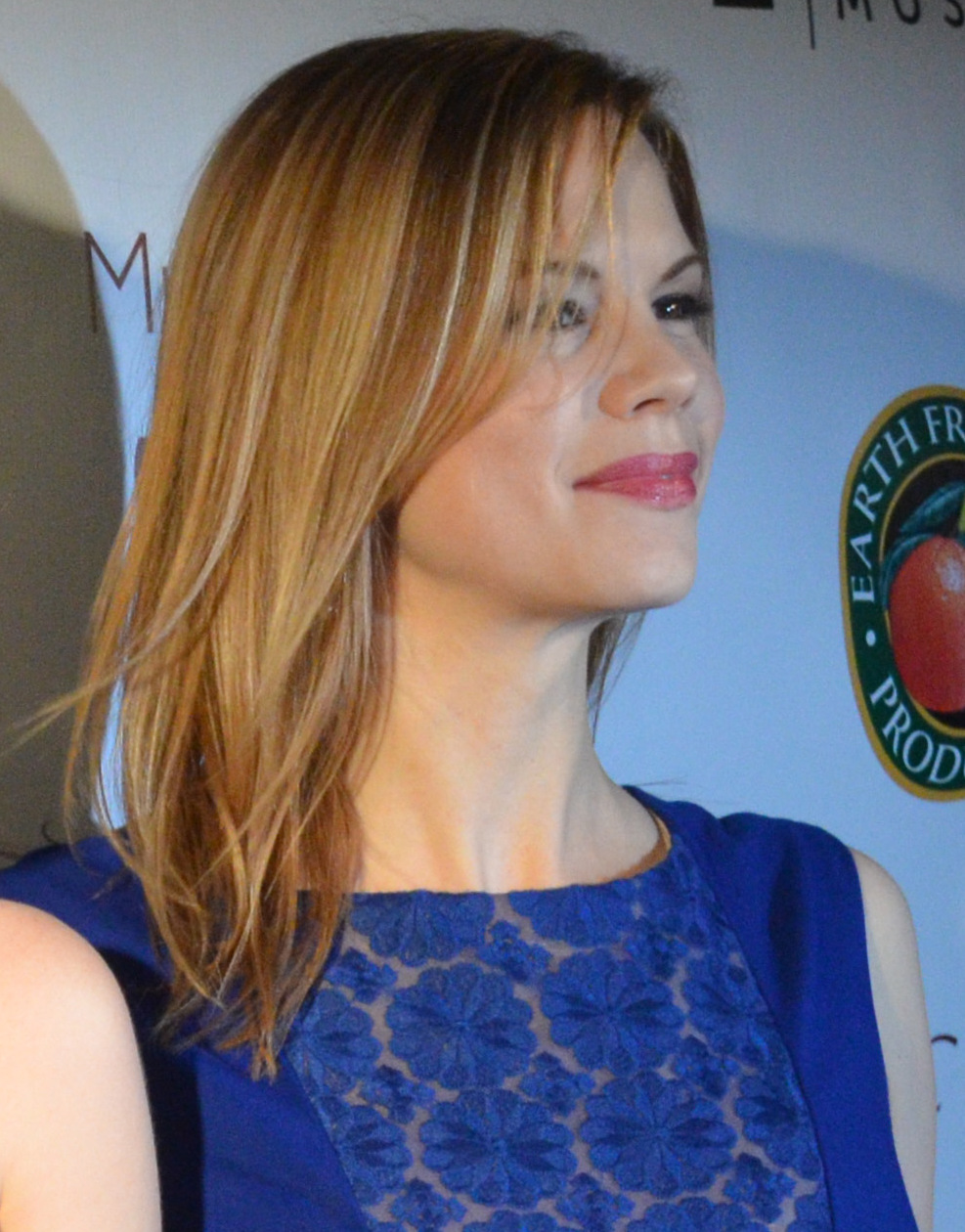
Mariana Klaveno

- Mariana Alcoforado, monaca portoghese
- Mariana Alves, giudice di tennis portoghese
- Mariana Avitia, arciera messicana
- Mariana Costa, pallavolista brasiliana
- Mariana de Paredes y Flores, religiosa ecuadoriana
- Mariana Derderián, attrice cilena
- Mariana Díaz Oliva, tennista argentina
- Mariana Duque Mariño, tennista colombiana
- Mariana Frigeni, scrittrice italiana
- Mariana González, schermitrice venezuelana
- Mariana Handler, fondista svedese
- Mariana Klaveno, attrice statunitense
- Mariana Kosturkova, cestista e allenatrice di pallacanestro bulgara
- Mariana Magaña, attrice messicana
- Mariana Najdenova, cestista bulgara
- Mariana Nicolesco, soprano rumeno
- Mariana Nikolova, cestista bulgara
- Mariana Pérez-Roldán, tennista argentina
- Mariana de Pineda Muñoz, rivoluzionaria spagnola
- Mariana Prommel, attrice e conduttrice televisiva argentina
- Mariana Simionescu, tennista rumena
- Mariana Thon, pallavolista portoricana
- Mariana Vicente, modella portoricana
- Mariana Ximenes, attrice brasiliana

### Variante Marijana
- Marijana Markovic, schermitrice tedesca

## Il nome nelle arti
- Mariana Pineda è un personaggio dell'omonima opera di Federico García Lorca, basata sulla figura storica di Mariana de Pineda Muñoz.